# Stefan Berislavić
Stefan Berislavić (serbisch-kyrillisch Стефан Бериславић; * 1510; † 1535) war der Sohn von Ivaniš Berislavić und serbischer Despot von 1520 bis 1526.

## Leben
Als sein Vater starb, war Stefan erst zehn Jahre alt. Somit wurde ihm der Titel des Despoten erst 1520 verliehen.
Nach der Niederlage der Ungarn bei der Schlacht bei Mohács 1526 und dem Tode König Ludwigs kam es zwischen Ferdinand I. und Johann Zápolya zu einem Erbfolgestreit um die Krone Ungarns. Stefan Berislavić stellte sich auf die Seite von Ferdinand I., jedoch nahm ihm Johann Zápolya, der Fürst Siebenbürgens, die Despotenwürde ab.
Stefan Berislavić starb im Jahre 1535 an einer unbekannten Krankheit.
| Vorgänger         | Amt                          | Nachfolger  |
| ----------------- | ---------------------------- | ----------- |
| Ivaniš Berislavić | Serbische Despoten 1520–1526 | Radič Božić |

| Personendaten    | Personendaten                 |
| ---------------- | ----------------------------- |
| NAME             | Berislavić, Stefan            |
| KURZBESCHREIBUNG | serbischer Despot (1520–1526) |
| GEBURTSDATUM     | 1510                          |
| STERBEDATUM      | 1535                          |